# Pau Alsina (piloto)
Pau Alsina (Sallent de Llobregat, Barcelona, 22 de enero de 2008 – Zaragoza, 21 de julio de 2025)fue un piloto de motociclismo español de la categoría JuniorGP. Falleció a causa de las lesiones sufridas en un accidente ocurrido en MotorLand Aragón. Competía en el Campeonato Mundial FIM JuniorGP 2025 en el momento de su fallecimiento.

## Carrera
Nacido en Sallent de Llobregat (Barcelona) en enero de 2008, Alsina empezó a montar en moto con tan solo tres años. A los seis años, Alsina ya destacaba en motocross y participaba también en pruebas de velocidad, supermoto y dirt-track. A los 11 años, compitió en el Campeonato de España de Moto4 y posteriormente en el Campeonato de Europa de Motociclismo, fichando finalmente por el equipo Estrella Galicia. Alsina compaginó sus estudios con el mundo de la competición.A los 16 años, Alsina se unió al equipo Estrella Galicia en el campeonato JuniorGP, donde terminó 13.º en la general tras puntuar en todas las pruebas, lo que supuso su debut en la categoría.En su primera temporada en la categoría, logró puntuar en tres de las cuatro primeras carreras, alcanzando su mejor resultado con un 8.º puesto en Jerez, y se situaba 13.º en el campeonato.
Alsina compitió en la temporada de la European Talent Cup con Artbox, demostrando su habilidad.

## Resultados
- Negrita: Pole position.
- Cursiva: Vuelta rápida.

### European Talent Cup
| Año  | Moto  | 1      | 2      | 3       | 4      | 5      | 6      | 7       | 8      | 9       | 10      | 11      | 12     | Pos | Pts |
| ---- | ----- | ------ | ------ | ------- | ------ | ------ | ------ | ------- | ------ | ------- | ------- | ------- | ------ | --- | --- |
| 2021 | Honda | EST 25 | EST 25 | VAL 17  | VAL 13 | BAR 13 | ALG 15 | ARA Ret | ARA C  | JER DNS | JER 7   | VAL 14  | VAL 14 | 17° | 20  |
| 2022 | Honda | EST 7  | EST 9  | VAL 12  | VAL 9  | BAR 24 | JER 16 | JER 13  | ALG 14 | ARA DNS | ARA 10  | VAL 10  |        | 14° | 44  |
| 2023 | Honda | EST 9  | EST 13 | VAL 7   | VAL 14 | JER 16 | JER 15 | ALG 7   | BAR 22 | ARA 7   | ARA 14  | VAL 12  |        | 14° | 46  |
| 2024 | Honda | MIS 16 | MIS 8  | EST Ret | EST 5  | BAR 8  | ALG 6  | JER 12  | JER 15 | ARA Ret | ARA Ret | EST Ret |        | 13° | 42  |

### FIM JuniorGP World Championship
| Año  | Moto  | 1       | 2      | 3     | 4      | 5   | 6   | 7   | 8   | 9   | 10  | 11  | 12  | Pos | Pts |
| ---- | ----- | ------- | ------ | ----- | ------ | --- | --- | --- | --- | --- | --- | --- | --- | --- | --- |
| 2025 | Honda | EST Ret | JER 11 | JER 8 | MAG 14 | ARA | ARA | MIS | MIS | BAR | BAR | VAL | VAL | 13° | 15  |

## Fallecimiento
El 19 de julio de 2025 a los 17 años, Alsina sufrió un accidente mientras entrenaba en el circuito de MotorLand en Aragón, salió disparado de su motocicleta y cayó al suelo donde se golpeó su cabeza. Fue trasladado al hospital en Zaragoza donde fue operado de urgencia, pero no pudo sobreponerse a las lesiones sufridas en el accidente y murió dos días después.